# Liste der Baudenkmale in Grabow (Elde)
In der Liste der Baudenkmale in Grabow sind alle Baudenkmale der Stadt Grabow (Landkreis Ludwigslust-Parchim) und ihrer Ortsteile aufgelistet (Stand: Februar 2020).

## Legende
In den Spalten befinden sich folgende Informationen:
- ID-Nr: Die Nummer wird von den Denkmalämtern der Landkreise vergeben. Wenn sie nicht bekannt ist, bleibt die Spalte leer. In dieser Spalte kann sich zusätzlich das Wort Wikidata befinden, der entsprechende Link führt zu Angaben zu diesem Denkmal bei Wikidata.
- Lage: die Adresse des Denkmales und die geographischen Koordinaten.
Link zu einem Kartenansichtstool, um Koordinaten zu setzen. In der Kartenansicht sind Denkmale ohne Koordinaten mit einem roten bzw. orangen Marker dargestellt und können in der Karte gesetzt werden. Denkmale ohne Bild sind mit einem blauen bzw. roten Marker gekennzeichnet, Denkmale mit Bild mit einem grünen bzw. orangen Marker.
- Bezeichnung: Bezeichnung, so wie sie in den offiziellen Listen der Denkmalämter steht. Ein Link hinter der Bezeichnung führt zum Wikipedia-Artikel über das Denkmal. Wenn die Bezeichnung der Denkmalämter inhaltlich fehlerhaft ist, ist in der Spalte „Beschreibung“ darauf hinzuweisen.
- Beschreibung: Beschreibung des Denkmales
- Bild: ein Bild des Denkmales und gegebenenfalls einen Link zu weiteren Fotos des Denkmals im Medienarchiv Wikimedia Commons

## Grabow
| ID | Lage                                             | Bezeichnung | Beschreibung | Bild                                                                   |
| -- | ------------------------------------------------ | --- | --- | ---------------------------------------------------------------------- |
|    | Am Markt (Karte)                                 | Plastik „Tägliche Mühe“                                                                                              | Die Plastik wurde von der dänischen Künstlerin Johanna Nejberg 1892 entworfen. Der Grabower Mühlenbesitzer Georg Wille erwarb sie im Jahr 1900 und stellte sie vor seinem Betrieb in der Straße Binnung auf. In den 1970ern Jahren war sie auf dem Grabower Markt neben dem Rathaus aufgestellt und kehrte in den 1980er Jahren an ihren Ausgangsort in die Binnung zurück. Nach 1990 wurde sie vermutlich von den Eigentümern entfernt. Auf der Denkmalliste von 1995 ist die Plastik noch am Standort Binnung enthalten. Ende der 2010er Jahre wurde die Plastik wiedergefunden und nach Sanierung 2019 auf dem Markt aufgestellt. | Weitere Bilder                                                         |
|    | Am Markt 1 (Karte)                               | Rathaus | zweigeschossiger barocker Fachwerkbau von 1727, Mittelrisalit mit Giebeldreieck, Walm-Mansarddach, als Laterne offener Dachreiter mit Glockenhelm, Pläne: Amtsbaumeister Christian Reichel; Ausführung: Zimmermeister Joachim Schlubeck | Weitere Bilder                                                         |
|    | Am Bahnhof 3 (Karte)                             | Bahnhof mit Empfangsgebäude und Bahnsteigüberdachung, Gepäckschuppen                                                 | Der Bahnhof Grabow (Meckl) an der Berlin-Hamburger Bahn von 1846 ist eine der ältesten Stationen in Mecklenburg-Vorpommern, das Empfangsgebäude stammt aus der Eröffnungszeit der Strecke. | Weitere Bilder                                                         |
|    | Am Bahnhof 1 (Karte)                             | Wohnhaus, zwei Schuppen und Mauer                                                                                    | | Wohnhaus, zwei Schuppen und Mauer                                      |
|    | Berliner Straße 2 und 2a (Karte)                 | Wohn- und Geschäftshaus, ehem. Kino                                                                                  | Wohnhaus mit Anbau, errichtet um 1890. Im Anbau befand sich von 1919 bis 1990 ein Kino (Zunächst Urania, nach 1950 Rudolf-Tarnow-Lichtspiele), danach ein Fahrradgeschäft. | Weitere Bilder                                                         |
|    | Berliner Straße 4 (Karte)                        | Wohnhaus | | Wohnhaus                                                               |
|    | Berliner Straße 5 (Karte)                        | Wohn- und Geschäftshaus                                                                                              | | Wohn- und Geschäftshaus                                                |
|    | Berliner Straße 7 (Karte)                        | Wohnhaus | | Wohnhaus                                                               |
|    | Berliner Straße 9 (Karte)                        | Wohnhaus | |                                                                        |
|    | Berliner Straße 10 (Karte)                       | Wohnhaus | |                                                                        |
|    | Berliner Straße 12 (Karte)                       | Wohn- und Geschäftshaus                                                                                              | 1-gesch. sanierter Fachwerkbau mit Krüppelwalmdach und 2-gesch., mittigem Zwerchgiebel, früher auch Gasthaus Stadt Leipzig. | Wohn- und Geschäftshaus                                                |
|    | Berliner Straße 18 (Karte)                       | Wohnhaus | | Wohnhaus                                                               |
|    | Berliner Straße 20 (Karte)                       | Wohnhaus | | Wohnhaus                                                               |
|    | Berliner Straße / Ecke Lenzener Chaussee (Karte) | Postmeilensäule | Der Mecklenburg-Schweriner Ganzmeilenobelisk zählt zu den Meilensteinen an der Bundesstraße 5 | Weitere Bilder                                                         |
|    | Binnung 1c (Karte)                               | Wohnhaus | | Wohnhaus                                                               |
|    | Binnung 3 (Karte)                                | Wohnhaus | | Wohnhaus                                                               |
|    | Binnung (Karte)                                  | Neuer Friedhof, mit Gefallenendenkmal 1914/1918, Grab des unbekannten Soldaten und Grabkapelle der Familie Bolbrügge | | Weitere Bilder                                                         |
|    | Canalstraße 6 (Karte)                            | Wohnhaus | In der am Markt beginnenden Canalstraße gibt es eine Reihe von Fachwerkhäusern. | Wohnhaus                                                               |
|    | Canalstraße 8 (Karte)                            | Wohnhaus | |                                                                        |
|    | Canalstraße 12 (Karte)                           | Wohnhaus | | Wohnhaus                                                               |
|    | Canalstraße 19 (Karte)                           | Stadtverwaltung | Das Haus ist ein dreigeschossiger Fachwerkbau mit Krüppelwalm direkt nördlich neben dem Rathaus; lange Zeit war es Sitz des Heimatmuseums, das in die Marktstraße 19 umzog. | Stadtverwaltung                                                        |
|    | Friedrich-Ludwig-Jahn-Straße 5 (Karte)           | Wohnhaus | | Wohnhaus                                                               |
|    | Friedrich-Ludwig-Jahn-Straße 6 (Karte)           | Wohnhaus | | Wohnhaus                                                               |
|    | Friedrich-Ludwig-Jahn-Straße 7 (Karte)           | Wohnhaus | | Wohnhaus                                                               |
|    | Goethestraße 1 (Karte)                           | Turnhalle | Die Turnhalle am Schützenpark wurde 1892 eingeweiht. | Turnhalle                                                              |
|    | Goethestraße 1a (Karte)                          | Schützenhaus | Zweigeschossiges Schützenhaus von 1849 am Rande des Schützenparks, 1902 erweitert, bis zum Zweiten Weltkrieg Schauplatz des Grabower Königsschusses; der Park wurde nach 1945 Volkspark genannt, das Schützenhaus wurde zum Kulturhaus; Leerstand seit den 1990er Jahren. Im Jahr 2013 beschloss die Stadtvertretung, dass das Schützenhaus bis 2015 saniert und wieder ein Kulturmittelpunkt der Stadt werden soll. Im September 2015 wurde das sanierte Gebäude wieder eröffnet. | Weitere Bilder                                                         |
|    | Goethestr. 2 (Karte)                             | Wohnhaus | Die Goethestraße verläuft als Verlängerung des Kießerdamms vorbei am Volkspark (Schützenpark) nach Norden, und endet am Waldrand. Die Straßen ist überwiegend mit Villen aus der Zeit nach 1900 bebaut. | Wohnhaus                                                               |
|    | Goethestraße 3 (Karte)                           | Wohnhaus | | Wohnhaus                                                               |
|    | Goethestraße 4 (Karte)                           | Wohnhaus | | Wohnhaus                                                               |
|    | Goethestraße 6 (Karte)                           | Wohnhaus | | Wohnhaus                                                               |
|    | Goethestraße 8 (Karte)                           | Wohnhaus | | Wohnhaus                                                               |
|    | Goethestraße 10 (Karte)                          | Wohnhaus | | Wohnhaus                                                               |
|    | Goethestraße 11 (Karte)                          | Wohnhaus | |                                                                        |
|    | Goethestraße 12 (Karte)                          | Wohnhaus | | Wohnhaus                                                               |
|    | Goethestraße 13 (Karte)                          | Wohnhaus | |                                                                        |
|    | Goethestraße 14 (Karte)                          | Wohnhaus | |                                                                        |
|    | Goethestraße 15 (Karte)                          | Wohnhaus | | Wohnhaus                                                               |
|    | Goethestraße 17 (Karte)                          | Wohnhaus | |                                                                        |
|    | Goethestraße 18 (Karte)                          | Wohnhaus | |                                                                        |
|    | Goethestraße (Karte)                             | Volkspark mit Gedenkstein                                                                                            | Der Volkspark, früher Schützenpark wurde von 1823 bis 1864 angelegt. Ein Gedenkstein in der Nähe des Schützenhaus erinnert den Kaufmann Boldemann, den Arzt Dr. Klooß und den Lokomotivheizer Kümmel, die sich um die Anlage des Parks verdient gemacht hatten. Im Park befindet sich das ebenfalls denkmalgeschützte Schützenhaus (Kulturhaus). | Weitere Bilder                                                         |
|    | Große Straße 1 (Karte)                           | Wohn- und Geschäftshaus                                                                                              | In der Großen Straße (früher Karl-Marx-Straße), südlich vom Marktplatz befinden sich viele zwei- und dreigeschossigen historische Bauten, teilweise Fachwerkhäuser. Neben der Marktstraße ist sie historisch die Haupteinkaufsstraße der Stadt. Das Haus Große Straße 1 ist das Eckhaus zur Marktstraße. |                                                                        |
|    | Große Straße 2 (Karte)                           | Wohn- und Geschäftshaus                                                                                              | |                                                                        |
|    | Große Straße 4 (Karte)                           | Wohn- und Geschäftshaus                                                                                              | |                                                                        |
|    | Große Straße 5/6 (Karte)                         | Haustür | | Haustür                                                                |
|    | Große Straße 9 (Karte)                           | Wohn- und Geschäftshaus                                                                                              | 3-gesch. sanierter Fachwerkbau mit Satteldach und großem Dacherker. | Wohn- und Geschäftshaus                                                |
|    | Große Straße 10 (Karte)                          | Wohn- und Geschäftshaus                                                                                              | |                                                                        |
|    | Große Straße 11 (Karte)                          | Wohn- und Geschäftshaus                                                                                              | |                                                                        |
|    | Große Straße 12 (Karte)                          | Wohn- und Geschäftshaus                                                                                              | |                                                                        |
|    | Große Straße 14 (Karte)                          | Wohn- und Geschäftshaus                                                                                              | 3-gesch. sanierter Fachwerkbau mit Satteldach. | Wohn- und Geschäftshaus                                                |
|    | Große Straße 15 (Karte)                          | Wohn- und Geschäftshaus                                                                                              | 3-gesch. sanierter Fachwerkbau mit Satteldach. | Wohn- und Geschäftshaus                                                |
|    | Große Straße 17 (Karte)                          | Wohn- und Geschäftshaus                                                                                              | 3-gesch. sanierter Fachwerkbau mit Satteldach und mittigem Ladekranvorbau. | Wohn- und Geschäftshaus                                                |
|    | Große Straße 21 (Karte)                          | Wohn- und Geschäftshaus                                                                                              | 3-gesch. sanierter giebelständiger Fachwerkbau mit Krüppelwalm. | Wohn- und Geschäftshaus                                                |
|    | Große Straße 23 (Karte)                          | Wohnhaus mit Speichergebäude und Ställen                                                                             | 3-gesch. sanierter Fachwerkbau mit Satteldach. | Wohnhaus mit Speichergebäude und Ställen                               |
|    | Große Straße 24 (Karte)                          | Wohn- und Geschäftshaus                                                                                              | 3-gesch. sanierter Fachwerkbau mit Satteldach und mittigem Giebelrisalit. | Wohn- und Geschäftshaus                                                |
|    | Große Straße 25 (Karte)                          | Wohn- und Geschäftshaus                                                                                              | 2-gesch. sanierter Fachwerkbau mit Mansarddach. | Wohn- und Geschäftshaus                                                |
|    | Große Straße 26 (Karte)                          | Wohnhaus | 1-gesch. sanierter Fachwerkbau mit Satteldach. | Wohnhaus                                                               |
|    | Große Straße 27 (Karte)                          | Wohn- und Geschäftshaus                                                                                              | 3-gesch., sanierter, klassizistischer Putzbau mit Satteldach. | Wohn- und Geschäftshaus                                                |
|    | Große Straße 28 (Karte)                          | Hotel, Wohn- und Geschäftshaus                                                                                       | 2-gesch., sanierter, klassizistischer Putzbau mit Mansarddach. | Hotel, Wohn- und Geschäftshaus                                         |
|    | Große Straße 29 (Karte)                          | Wohn- und Geschäftshaus                                                                                              | | Wohn- und Geschäftshaus                                                |
|    | Große Straße 30 (Karte)                          | Wohn- und Geschäftshaus                                                                                              | 2-gesch. sanierter Fachwerkbau mit Satteldach und großem Erker. Ehemals Kontorhaus der Brauerei Christian Rose | Wohn- und Geschäftshaus                                                |
|    | Große Straße 31 (Karte)                          | Verwaltungsgebäude (Amtshaus) und Wirtschaftsgebäude                                                                 | 2-gesch. Fachwerkbau; nach dem Brand von 1725 wurde auf den Fundamenten des Schlosses 1763 ein 1-gesch. Bau gesetzt, nach 1915 um ein Geschoss aufgestockt. |                                                                        |
|    | Großer Wandrahm 7 (Karte)                        | Wohnhaus | | Wohnhaus                                                               |
|    | Großer Wandrahm 9 (Karte)                        | Wohnhaus | | Wohnhaus                                                               |
|    | Großer Wandrahm 10/11 (Karte)                    | Wohnhaus | | Wohnhaus                                                               |
|    | Großer Wandrahm 13 (Karte)                       | Wohnhaus | 2 bis 3-gesch. sanierter Bau mit Putzsockel und darüber mit Klinkerfassade mit Satteldach. | Wohnhaus                                                               |
|    | Großer Wandrahm 18 (Karte)                       | Wohnhaus | 2 bis 3-gesch. sanierter Bau mit Putzsockel und darüber mit Klinkerfassade mit Satteldach. | Wohnhaus                                                               |
|    | Großer Wandrahm 20 (Karte)                       | Wohnhaus | | Wohnhaus                                                               |
|    | Großer Wandrahm 26 (Karte)                       | Wohnhaus | 2-gesch. sanierter Fachwerkbau mit Ziegelfachen und Walmdach; früher Kolonialwarengeschäft, heute Glaserei. | Wohnhaus                                                               |
|    | Hechtsforthschleuse (Karte)                      | Kraftwerk und Schleusenwärterhaus                                                                                    | Die Hechtsforthschleuse liegt an der Elde, etwa fünf Kilometer nordöstlich von Grabow. Das denkmalgeschützte Kraftwerk an der Schleuse nahm 1922 seinen Betrieb auf. | Weitere Bilder                                                         |
|    | Heinrich-Heine-Straße 1 (Karte)                  | Wohnhaus | |                                                                        |
|    | Kießerdamm 1 (Karte)                             | Wohnhaus | Der Kießerdamm ist nach dem Grabower Kietz (oder Kieß) benannt, zu dem er führte. Der Kieß lag nördlich der Elde etwa in Höhe der heutigen Schleuse. Seit 1846 führt über den Kießerdamm der Weg von der Stadt zum Bahnhof. Entsprechend siedelten sich in der Straße die Post, das Amtsgericht und bedeutende Fabrikanten sowie öffentliche Einrichtungen an. | Wohnhaus                                                               |
|    | Kießerdamm 2 (Karte)                             | Wohnhaus | | Wohnhaus                                                               |
|    | Kießerdamm 3 (Karte)                             | Wohnhaus | | Wohnhaus                                                               |
|    | Kießerdamm 4 (Karte)                             | Wohnhaus | | Wohnhaus                                                               |
|    | Kießerdamm 5 (Karte)                             | Wohnhaus | | Wohnhaus                                                               |
|    | Kießerdamm 8 (Karte)                             | Wohn- und Geschäftshaus                                                                                              | | Wohn- und Geschäftshaus                                                |
|    | Kießerdamm 9 (Karte)                             | Wohnhaus | | Wohnhaus                                                               |
|    | Kießerdamm 11 (Karte)                            | Wohnhaus | | Weitere Bilder                                                         |
|    | Kießerdamm 12 (Karte)                            | Wohnhaus | | Wohnhaus                                                               |
|    | Kießerdamm 19 (Karte)                            | Wohnhaus | | Wohnhaus                                                               |
|    | Kießerdamm 19a (Karte)                           | ehem. Schule | Der zweigeschossige neoklassizistische Putzbau von 1868/70 wurde 1936 erweitert und war früher die Grabower Realschule und später die Fritz-Reuter-Schule. Nach 1990 wurde die Schule geschlossen. Heute beherbergt das Haus als Mehrgenerationenhaus Fritz Reuter die Bibliothek und anderen öffentliche Einrichtungen. | ehem. Schule                                                           |
|    | Kießerdamm 20 (Karte)                            | ehem. Post | 2-gesch. Bau des Historismus von 1884 als Kaiserliches Postamt erbaut, mit zusätzlichen Mezzaningeschoss; als Post nach 1990 geschlossen. | ehem. Post                                                             |
|    | Kießerdamm 21 (Karte)                            | ehem. Amtsgericht | 2-gesch. Bau mit Mansarddach. Ab 1879 war es Sitz des Amtsgerichts Grabow, zu DDR-Zeiten diente es als Landambulatorium; heute wird es teilweise vom Arbeiter-Samariter-Bund genutzt. | Weitere Bilder                                                         |
|    | Kießerdamm 22 (Karte)                            | Wohnhaus | 2-gesch. Putzbau mit Walmdach; historische Fabrikantenvilla des Lederfabrikanten und Kommerzienrates Staude 1889–1945, zu DDR-Zeit Feierabendheim (Seniorenheim), nach 1990 lange leerstehend, später von einer Stiftung gekauft (Peter-Robby-Mehner-Stiftung für Kunst und Kultur) | Weitere Bilder                                                         |
|    | Kießerdamm 23 (Karte)                            | Wohnhaus | | Wohnhaus                                                               |
|    | Kießerdamm 24 (Karte)                            | Wohnhaus | | Wohnhaus                                                               |
|    | Kießerdamm 26 (Karte)                            | Wohnhaus | | Wohnhaus                                                               |
|    | Kießerdamm 27 (Karte)                            | Wohnhaus | | Wohnhaus                                                               |
|    | Kießerdamm 31 (Karte)                            | Wohnhaus | | Wohnhaus                                                               |
|    | Kirchenplatz (Karte)                             | Kirche | Gotische dreischiffige Hallenkirche aus Backstein, 1291 erstmals erwähnt; zweijochiger Chor als ältester Teil; drei jochige Halle vom 14. Jahrhundert; Westturm vom 15. Jh. mit 1-gesch. Feldsteinsockel und 3-gesch. Backsteinaufsatz mit spitzem Turmhelm zwischen zwei Stufengiebel; Innen: Halle mit Flachdecke, Chor mit hölzernem Kreuzgewölbe, Grabower Altar von 1379, Kanzel von 1555, Taufständer von 1785. | Weitere Bilder                                                         |
|    | Kirchenplatz 1 (Karte)                           | ehemaliges Küsterhaus                                                                                                | |                                                                        |
|    | Kirchenplatz 2 (Karte)                           | Pfarrhaus | zweigeschossiger, sanierter Fachwerkbau von 1831 mit Krüppelwalmdach | Pfarrhaus                                                              |
|    | Kirchenplatz 3 (Karte)                           | Sparkasse | Klinkerbau; ab 1895 dritter Standort der Ersparnisanstalt von 1830. | Sparkasse                                                              |
|    | Kirchenstraße 1 (Karte)                          | Wohnhaus | | Weitere Bilder                                                         |
|    | Kirchenstraße 2 (Karte)                          | Wohnhaus | | Weitere Bilder                                                         |
|    | Kirchenstraße 6 (Karte)                          | Wohnhaus | | Wohnhaus                                                               |
|    | Kirchenstraße 7 (Karte)                          | Wohn- und Geschäftshaus                                                                                              | | Wohn- und Geschäftshaus                                                |
|    | Kirchenstraße 10 (Karte)                         | Wohnhaus | | Wohnhaus                                                               |
|    | Kirchenstraße 12 (Karte)                         | Wohnhaus | |                                                                        |
|    | Kirchenstraße 13 (Karte)                         | Wohn- und Geschäftshaus                                                                                              | |                                                                        |
|    | Kirchenstraße 15 (Karte)                         | Wohn- und Geschäftshaus                                                                                              | |                                                                        |
|    | Kirchenstraße 16 (Karte)                         | Wohn- und Geschäftshaus                                                                                              | | Wohn- und Geschäftshaus                                                |
|    | Kirchenstraße 17 (Karte)                         | Wohn- und Geschäftshaus                                                                                              | | Wohn- und Geschäftshaus                                                |
|    | Kirchenstraße 18 (Karte)                         | Wohn- und Geschäftshaus                                                                                              | | Wohn- und Geschäftshaus                                                |
|    | Kirchenstraße 19 (Karte)                         | Wohn- und Geschäftshaus                                                                                              | |                                                                        |
|    | Kirchenstraße 20 (Karte)                         | Wohnhaus | | Wohnhaus                                                               |
|    | Kirchenstraße 23 (Karte)                         | Wohnhaus | | Wohnhaus                                                               |
|    | Kirchenstraße 25 (Karte)                         | Wohnhaus | |                                                                        |
|    | Kirchenstraße 26 (Karte)                         | Wohnhaus | |                                                                        |
|    | Kleine Schulgasse 1 (Karte)                      | Wohnhaus | |                                                                        |
|    | Kleine Schulgasse 3 (Karte)                      | Wohnhaus | |                                                                        |
|    | Kleiner Wandrahm 6 (Karte)                       | Wohnhaus | |                                                                        |
|    | Kleiner Wandrahm 7 (Karte)                       | Wohnhaus | | Wohnhaus                                                               |
|    | Kleiner Wandrahm 11 (Karte)                      | Wohnhaus | | Wohnhaus                                                               |
|    | Kleiner Wandrahm 12 (Karte)                      | Wohnhaus | | Wohnhaus                                                               |
|    | Kleiner Wandrahm 20 (Karte)                      | Wohnhaus | | Wohnhaus                                                               |
|    | Lassahner Str. 1 (Karte)                         | Wohnhaus | |                                                                        |
|    | Marktstraße 1 (Karte)                            | Wohn- und Geschäftshaus                                                                                              | Die in Nord-Süd-Richtung durch die Innenstadt führende Marktstraße ist die Haupteinkaufsstraße der Stadt. Sie führt von der Rehberger Brücke über den Marktplatz und endet am Hotel Stadt Hamburg. Dort schließt sich die westwärts führende Große Straße an. Das Haus Marktstraße 1 ist ein zweigeschossiges Giebel-Fachwerkbau mit Krüppelwalm. | Wohn- und Geschäftshaus                                                |
|    | Marktstraße 2 (Karte)                            | Wohn- und Geschäftshaus                                                                                              | 2-gesch. Fachwerkbau mit Satteldach. | Wohn- und Geschäftshaus                                                |
|    | Marktstraße 3 (Karte)                            | Wohn- und Geschäftshaus                                                                                              | Wohn- und Geschäftshaus mit Speicher | Wohn- und Geschäftshaus                                                |
|    | Marktstraße 6 (Karte)                            | Wohn- und Geschäftshaus                                                                                              | | Wohn- und Geschäftshaus                                                |
|    | Marktstraße 8 (Karte)                            | Wohn- und Geschäftshaus                                                                                              | 3-gesch. sanierter Fachwerkeckbau mit Krüppelwalmdach. | Wohn- und Geschäftshaus                                                |
|    | Marktstraße 9 (Karte)                            | Wohn- und Geschäftshaus                                                                                              | 2-gesch. sanierter giebelständiger Backsteinbau mit Satteldach. | Wohn- und Geschäftshaus                                                |
|    | Marktstraße 10 (Karte)                           | Apotheke | 2-gesch. sanierter Fachwerkbau mit Satteldach und Fledermausgaube; Apothekenstandort seit 1609. | Apotheke                                                               |
|    | Marktstraße 12 (Karte)                           | Wohn- und Geschäftshaus                                                                                              | | Wohn- und Geschäftshaus                                                |
|    | Marktstraße 13 (Karte)                           | Wohn- und Geschäftshaus                                                                                              | 2-gesch. sanierter Fachwerkbau vom 18. Jh. nach 1725; erst Speicher, dann Stadtbäckerei. | Wohn- und Geschäftshaus                                                |
|    | Marktstraße 14 (Karte)                           | Wohn- und Geschäftshaus mit Gedenktafel für von Cornberg                                                             | | Wohn- und Geschäftshaus mit Gedenktafel für von Cornberg               |
|    | Marktstraße 15 (Karte)                           | Wohn- und Geschäftshaus mit (Hofgebäude jetzt Rosestraße 8a, Wohnhaus)                                               | | Wohn- und Geschäftshaus mit (Hofgebäude jetzt Rosestraße 8a, Wohnhaus) |
|    | Marktstraße 16 (Karte)                           | Wohn- und Geschäftshaus                                                                                              | | Wohn- und Geschäftshaus                                                |
|    | Marktstraße 17 (Karte)                           | Wohn- und Geschäftshaus                                                                                              | Wohn- und Geschäftshaus | Wohn- und Geschäftshaus                                                |
|    | Marktstraße 18 (Karte)                           | Wohn- und Geschäftshaus                                                                                              | Wohn- und Geschäftshaus | Wohn- und Geschäftshaus                                                |
|    | Marktstraße 19 (Karte)                           | Museum | Der zweigeschossige Fachwerkbau mit Krüppelwalm war der Sitz der Pfeffernussfabrik von Gustav Ritter. Um 1980 wurde die Produktion in einen Neubau an den Stadtrand verlagert. Heute ist das Haus Sitz des Heimatmuseums. | Museum                                                                 |
|    | Marktstraße 20 (Karte)                           | Wohn- und Geschäftshaus                                                                                              | | Wohn- und Geschäftshaus                                                |
|    | Marktstraße 21 (Karte)                           | Wohn- und Geschäftshaus                                                                                              | | Wohn- und Geschäftshaus                                                |
|    | Marktstraße 22 (Karte)                           | Wohn- und Geschäftshaus                                                                                              | | Wohn- und Geschäftshaus                                                |
|    | Marktstraße 26 (Karte)                           | Wohn- und Geschäftshaus                                                                                              | | Wohn- und Geschäftshaus                                                |
|    | Marktstraße 27 (Karte)                           | Wohn- und Geschäftshaus                                                                                              | | Wohn- und Geschäftshaus                                                |
|    | Mühlenstraße 1 (Karte)                           | Wohnhaus | | Wohnhaus                                                               |
|    | Mühlenstraße 2 (Karte)                           | Wohnhaus | | Wohnhaus                                                               |
|    | Mühlenstraße 3 (Karte)                           | Wohnhaus | | Wohnhaus                                                               |
|    | Mühlenstraße 4 (Karte)                           | Wohnhaus | | Wohnhaus                                                               |
|    | Mühlenstraße 5 (Karte)                           | Wohn- und Geschäftshaus                                                                                              | | Wohn- und Geschäftshaus                                                |
|    | Mühlenstraße 6 (Karte)                           | Wohn- und Geschäftshaus                                                                                              | | Weitere Bilder                                                         |
|    | Mühlenstraße 7 (Karte)                           | Wohn- und Geschäftshaus                                                                                              | | Wohn- und Geschäftshaus                                                |
|    | Mühlenstraße 8 (Karte)                           | Wohn- und Geschäftshaus                                                                                              | | Wohn- und Geschäftshaus                                                |
|    | Mühlenstraße 8a (Karte)                          | Wohnhaus | |                                                                        |
|    | Mühlenstraße 10/11 (Karte)                       | Wohnhaus und Arztpraxis                                                                                              | |                                                                        |
|    | Mühlenstraße 12 (Karte)                          | Gasthaus | |                                                                        |
|    | Mühlenstraße 16 (Karte)                          | Wohnhaus | |                                                                        |
|    | Neu Karstädter Weg 1 (Karte)                     | Wohnhaus | 2-gesch. Villa von 1924 mit Klinkerfassade. | Wohnhaus                                                               |
|    | Parkstraße 1a (Karte)                            | Wohnhaus | | Wohnhaus                                                               |
|    | Parkstraße 9 (Karte)                             | Wohnhaus | | Wohnhaus                                                               |
|    | Parkstraße 10 (Karte)                            | Wohnhaus | | Wohnhaus                                                               |
|    | Parkstraße 11 (Karte)                            | Wohnhaus und Stall                                                                                                   | | Wohnhaus und Stall                                                     |
|    | Parkstraße 12 (Karte)                            | Wohnhaus | | Wohnhaus                                                               |
|    | Parkstraße 13 (Karte)                            | Wohnhaus | | Wohnhaus                                                               |
|    | Pferdemarkt 1 (Karte)                            | Wohn- und Geschäftshaus                                                                                              | |                                                                        |
|    | Pferdemarkt 2 (Karte)                            | Wohn- und Geschäftshaus                                                                                              | | Wohn- und Geschäftshaus                                                |
|    | Pferdemarkt 3 (Karte)                            | Wohn- und Geschäftshaus                                                                                              | |                                                                        |
|    | Pferdemarkt 4 (Karte)                            | Wohn- und Geschäftshaus                                                                                              | |                                                                        |
|    | Pferdemarkt 5 (Karte)                            | Wohn- und Geschäftshaus                                                                                              | | Wohn- und Geschäftshaus                                                |
|    | Pferdemarkt 7 (Karte)                            | Wohn- und Geschäftshaus mit Nebengebäude                                                                             | | Wohn- und Geschäftshaus mit Nebengebäude                               |
|    | Pferdemarkt 8 (Karte)                            | Mühlenkomplex mit Mühle, Wohnhaus, Speicher                                                                          | | Weitere Bilder                                                         |
|    | Prislicher Straße 5 (Karte)                      | Wohnhaus | |                                                                        |
|    | Prislicher Straße 7 (Karte)                      | Pfarrhaus mit Gemeindesaal                                                                                           | |                                                                        |
|    | Prislicher Straße (Karte)                        | ehem. Friedhof mit sowjetischem Ehrenfriedhof                                                                        | | Weitere Bilder                                                         |
|    | Prislicher Straße 23 (Karte)                     | Schule | 3-gesch. Backsteinbau von 1908 mit Satteldach und mittlerem Giebelrisalit; Erweiterungsbau von 1937 nach Plänen von Werner Cords; früher Bürger- und Volksschule; heute Friedrich-Rohr-Gymnasium. | Schule                                                                 |
|    | Rosestraße 8 (Karte)                             | Wohnhaus | | Wohnhaus                                                               |
|    | Rosestraße 8a (Karte)                            | Wohnhaus | | Wohnhaus                                                               |
|    | Rudolf-Breitscheid-Straße 2 (Karte)              | Wohn- und Geschäftshaus                                                                                              | | Wohn- und Geschäftshaus                                                |
|    | Rudolf-Breitscheid-Straße 4a (Karte)             | Hort und Schule | | Hort und Schule                                                        |
|    | Rudolf-Breitscheid-Straße 8 (Karte)              | Wohnhaus | | Wohnhaus                                                               |
|    | Rudolf-Breitscheid-Straße 12 (Karte)             | Wohnhaus | | Wohnhaus                                                               |
|    | Rudolf-Breitscheid-Straße 13 (Karte)             | Wohnhaus | | Wohnhaus                                                               |
|    | Rudolf-Breitscheid-Straße 14 (Karte)             | Wohn- und Geschäftshaus                                                                                              | | Wohn- und Geschäftshaus                                                |
|    | Rudolf-Breitscheid-Straße 15 (Karte)             | Wohn- und Geschäftshaus                                                                                              | |                                                                        |
|    | Rudolf-Breitscheid-Straße 17 (Karte)             | Wohn- und Geschäftshaus                                                                                              | | Wohn- und Geschäftshaus                                                |
|    | Rudolf-Breitscheid-Straße 18 (Karte)             | Wohnhaus | | Wohnhaus                                                               |
|    | Rudolf-Breitscheid-Straße 19 (Karte)             | Wohnhaus | | Wohnhaus                                                               |
|    | Rudolf-Breitscheid-Straße 20 (Karte)             | Wohn- und Geschäftshaus                                                                                              | |                                                                        |
|    | Sandstraße 6 (Karte)                             | Wohnhaus mit Scheune                                                                                                 | | Wohnhaus mit Scheune                                                   |
|    | Schloßbahn 2 (Karte)                             | Wohnhaus | Die Straße heißt nach dem nahegelegen früheren Grabower Schloss, das beim Stadtbrand 1725 zerstört wurde. Die kurze Straße führt in Verlängerung der Kirchenstraße zur Alten Elde. |                                                                        |
|    | Schloßbahn 3 (Karte)                             | Wohnhaus | | Wohnhaus                                                               |
|    | Schulstraße 5 (Karte)                            | Wohnhaus | | Wohnhaus                                                               |
|    | Schulstraße 7 (Karte)                            | Wohnhaus | | Wohnhaus                                                               |
|    | Schulstraße 8 (Karte)                            | Wohnhaus | | Wohnhaus                                                               |
|    | Schulstraße 9 (Karte)                            | Wohnhaus | | Wohnhaus                                                               |
|    | Schulstraße 10 (Karte)                           | Wohnhaus | | Wohnhaus                                                               |
|    | Schulstraße 13 (Karte)                           | Wohnhaus | | Wohnhaus                                                               |
|    | Schusterstraße 1 (Karte)                         | Wohnhaus | |                                                                        |
|    | Schusterstraße 2 (Karte)                         | Wohnhaus | |                                                                        |
|    | Schusterstraße 4/5 (Karte)                       | Wohnhaus | |                                                                        |
|    | Schusterstraße 6 (Karte)                         | Wohnhaus | |                                                                        |
|    | Schusterstraße 15 (Karte)                        | Wohnhaus | |                                                                        |
|    | Schusterstraße 17 (Karte)                        | Wohnhaus | |                                                                        |
|    | Schusterstraße 19 (Karte)                        | Wohnhaus | | Wohnhaus                                                               |
|    | Schusterstraße 20 (Karte)                        | Wohnhaus | | Wohnhaus                                                               |
|    | Schusterstraße 21 (Karte)                        | Wohnhaus | | Wohnhaus                                                               |
|    | Steindamm 4 (Karte)                              | Wohn- und Geschäftshaus                                                                                              | Der Steindamm beginnt an der Rehberger Brücke im Norden der Innenstadt und führt nach Nordwesten in Richtung Ludwigslust. Hier finden sich einige der ältesten Häuser der Stadt. | Wohn- und Geschäftshaus                                                |
|    | Steindamm 8 (Karte)                              | Wohnhaus | | Wohnhaus                                                               |
|    | Steindamm 9 (Karte)                              | Wohnhaus | | Weitere Bilder                                                         |
|    | Steindamm 10 (Karte)                             | Wohn- und Geschäftshaus                                                                                              | | Wohn- und Geschäftshaus                                                |
|    | Steindamm 27 (Karte)                             | Wohnhaus | |                                                                        |
|    | Steindamm 34 (Karte)                             | Wohnhaus | | Wohnhaus                                                               |
|    | Steindamm 35 (Karte)                             | Wohnhaus | | Wohnhaus                                                               |
|    | Steindamm 39 (Karte)                             | Wohn- und Geschäftshaus                                                                                              | | Wohn- und Geschäftshaus                                                |
|    | Steindamm 43 (Karte)                             | Wohnhaus | | Wohnhaus                                                               |
|    | Steindamm 44 (Karte)                             | Wohn- und Geschäftshaus                                                                                              | | Wohn- und Geschäftshaus                                                |
|    | Steindamm 45 (Karte)                             | Wohnhaus und gleichseitiges Hofgebäude                                                                               | 3-gesch. massiver Backsteinbau von um 1846/57 mit Mezzaningeschoss und Satteldach. | Weitere Bilder                                                         |
|    | Steindamm 46 (Karte)                             | Wohn- und Geschäftshaus                                                                                              | | Wohn- und Geschäftshaus                                                |
|    | Steindamm 47 (Karte)                             | Wohn- und Geschäftshaus                                                                                              | 2-gesch. Fachwerkbau von um 1730 mit Satteldach; ehem. sogen. Palais. | Wohn- und Geschäftshaus                                                |
|    | Steindamm 51 (Karte)                             | Wohnhaus | 2-gesch. sanierter Fachwerkbau mit Mansarddach | Wohnhaus                                                               |
|    | Steindamm 52 (Karte)                             | Wohn- und Geschäftshaus                                                                                              | Das zweigeschossige Fachwerkhaus trägt die Jahreszahl „1702“ und ist damit vermutlich das älteste erhaltene Haus der Stadt. Es liegt an der Rehberger Brücke nördlich der Neuen Elde und blieb so vom großen Stadtbrand 1725 verschont. | Wohn- und Geschäftshaus                                                |
|    | Steindamm 52a (Karte)                            | Geschäftshaus | | Geschäftshaus                                                          |
|    | Thomas-Mann-Straße 1 (Karte)                     | Wohnhaus | |                                                                        |
|    | Thomas-Mann-Straße 8/10 (Karte)                  | Wohnhaus | |                                                                        |
|    | Trotzenburg (Karte)                              | jüdischer Friedhof                                                                                                   | Die Denkmalliste erwähnt eine Gedenktafel und 17 Grabsteine. | Weitere Bilder                                                         |
|    | Turnerstraße 1 (Karte)                           | Wohnhaus | | Wohnhaus                                                               |
|    | Turnerstraße 2 (Karte)                           | Wohnhaus | | Wohnhaus                                                               |
|    | Turnerstraße 6 (Karte)                           | Villa mit Garten | |                                                                        |
|    | Wachtstraße 1 (Karte)                            | Wohn- und Geschäftshaus                                                                                              | früher Marktstr. 20a | Weitere Bilder                                                         |
|    | Wasserstraße 4 (Karte)                           | Wohnhaus | | Wohnhaus                                                               |
|    | Wasserstraße 7 (Karte)                           | Villa | Neobarocker, palaisartiger Putzbau, errichtet 1915–1918, ehemaliges Verwaltungsgebäude der Staudeschen Lederfabrik, nur irrtümlich als Wohnhaus zitiert. Das Wohnhaus der Fabrikantenfamilie Staude war Kießerdamm 22, die Wasserstr.7 war hingegen ausschließlich Verwaltungsgebäude. | Villa                                                                  |
|    | Willi-Fründt-Straße 2 (Karte)                    | Wohnhaus | | Wohnhaus                                                               |
|    | Willi-Fründt-Straße 4 (Karte)                    | ehemalige Gaststätte Bürgergarten                                                                                    | | ehemalige Gaststätte Bürgergarten                                      |

## Bochin
| ID | Lage                 | Bezeichnung                 | Beschreibung | Bild   |
| -- | -------------------- | --------------------------- | ------------ | ------ |
|    | Bergstraße 8 (Karte) | Wohnhaus                    |              |        |
|    | Bergstraße           | Gefallenendenkmal 1914/1918 |              |        |
|    | Bergstraße (Karte)   | Kirche                      |              | Kirche |

## Fresenbrügge
| ID | Lage       | Bezeichnung                 | Beschreibung | Bild |
| -- | ---------- | --------------------------- | ------------ | ---- |
|    | Dorfstraße | Gefallenendenkmal 1914/1918 |              |      |
|    | Dorfstraße | Jubiläumsstein              |              |      |

## Steesow
| ID | Lage                 | Bezeichnung                 | Beschreibung | Bild |
| -- | -------------------- | --------------------------- | ------------ | ---- |
|    | Lindenstraße (Karte) | Gefallenendenkmal 1914/1918 |              |      |
|    | Friedhof (Karte)     | Soldatengrab                |              |      |

## Wanzlitz
| ID | Lage                  | Bezeichnung                         | Beschreibung | Bild |
| -- | --------------------- | ----------------------------------- | ------------ | ---- |
|    | Dorfstraße 34 (Karte) | Wohnhaus                            |              |      |
|    | Dorfstraße            | Gefallenendenkmal 1914/1918 – 39/45 |              |      |

## Zuggelrade
| ID | Lage                  | Bezeichnung                                                   | Beschreibung | Bild |
| -- | --------------------- | ------------------------------------------------------------- | ------------ | ---- |
|    | Waldstraße 11 (Karte) | Bauernhof mit Stallscheune und Scheune                        |              |      |
|    | Waldstraße 12 (Karte) | Bauernhof mit Wohnhaus, Stallscheune, Scheune und Einfriedung |              |      |
|    | Hauptstraße           | Wegweiserstein                                                |              |      |

## Ehemalige Denkmale

### Grabow
| ID | Lage                         | Bezeichnung              | Beschreibung | Bild           |
| -- | ---------------------------- | ------------------------ | --- | -------------- |
|    | Binnung (Karte)              | Wasserturm               | Der Wasserturm wurde 1908 gebaut. Er wurde bis in die 1960er Jahre genutzt. Wegen des schlechten Erhaltungszustandes und weil sich keine sinnvolle Nutzung abzeichnete, wurde er im Jahr 2015 abgerissen. |                |
|    | Berliner Straße 21           | Wohnhaus                 | noch 2018 in der Denkmalliste enthalten |                |
|    | Binnung 6 (Karte)            | Wohnhaus                 | noch 2018 in der Denkmalliste enthalten |                |
|    | Canalstraße 1 (Karte)        | Wohnhaus                 | |                |
|    | Canalstraße 3 (Karte)        | Wohnhaus                 | |                |
|    | Canalstraße 4 (Karte)        | Wohnhaus                 | |                |
|    | Canalstraße 5 (Karte)        | Wohnhaus                 | |                |
|    | Kießerdamm                   | Kriegerdenkmal 1870/1871 | Das Kriegerdenkmal neben der ehemaligen Schule (Kießerdamm 19a) wurde 1881 zur Erinnerung an den Sieg im deutsch-französischen Krieg 1870/71 errichtet und enthielt eine Tafel mit sechs Namen von Grabower Gefallenen. Ca. 1970 wurde das schadhafte Denkmal abgebaut und Teile eingelagert. Einzelne Bestandteile sind im Keller des im ehemaligen Schulgebäude befindlichen Mehrgenerationenhauses erhalten geblieben. Auf den Denkmallisten zwischen 1995 und 2009 ist es mit dem Vermerk „eingelagert“ noch enthalten, auf späteren Listen fehlt es. |                |
|    | Kießerdamm 13 (Karte)        | Wohnhaus                 | auf der Denkmalliste 2018 noch enthalten. Nach umfangreicher Sanierung ging der Denkmalstatus verloren. | Weitere Bilder |
|    | Kießerdamm 18a (Karte)       | Wohn- und Geschäftshaus  | auf der Denkmalliste 2018 noch enthalten. Nach umfangreicher Sanierung ging der Denkmalstatus verloren. |                |
|    | Kirchenstraße 3 (Karte)      | Speicher                 | auf der Denkmalliste 2018 noch enthalten | Speicher       |
|    | Kleiner Wandrahm 8/9 (Karte) | Wohnhaus                 | |                |
|    | Parkstraße 1 (Karte)         | Wohnhaus                 | Unter dem früheren Straßennamen Ernst-Thälmann-Straße 1 in der Denkmalliste von 1995 enthalten. |                |
|    | Rosestraße 4                 | Wohnhaus                 | |                |
|    | Rosestraße 5                 | Wohnhaus                 | |                |
|    | Steindamm 6                  | Wohnhaus                 | |                |
|    | Steindamm 12 (Karte)         | Wohnhaus                 | |                |
|    | Steindamm 30 (Karte)         | Wohnhaus                 | |                |

In früheren Denkmallisten war das Wohnhaus Marktstraße 20a genannt, dieses hat nun die Adresse Wachtstraße 1.

### Steesow
| ID | Lage                                    | Bezeichnung    | Beschreibung | Bild |
| -- | --------------------------------------- | -------------- | ------------ | ---- |
|    | Rambower Weg, gegenüb. dem Spritzenhaus | Wegweiserstein |              |      |